# NGC 3268
NGC 3268 is een elliptisch sterrenstelsel in het sterrenbeeld Luchtpomp. Het hemelobject werd op 18 april 1835 ontdekt door de Britse astronoom John Herschel.

## Synoniemen
- ESO 375-45
- MCG -6-23-41
- AM 1027-350
- PGC 30949